# Circle Line (MRT)
Circle Line – czwarta linia Mass Rapid Transit (MRT) w Singapurze, a nazwa pochodzi od jednej z linii londyńskiego metra, o tej samej nazwie. Ma długość 35,7 km i 31 stacji (z wyłączeniem stacji Bukit Brown) i jest w pełni zautomatyzowana. Podróż całą linią trwa około jednej godziny. Na mapach metra zaznaczona jest kolorem pomarańczowym.
Jest to orbitalna trasa łącząca wszystkie promieniście rozchodzące się drogi z centrum wyspy. Obejmuje ona także wiele części Central Area. Od Promenade odchodzą dwie linie odgałęzienia z końcami w Dhoby Ghaut i Marina Bay. Stacje przesiadkowe z North South Line to: Bishan, Dhoby Ghaut i Marina Bay, z East West Line w Paya Lebar i Buona Vista i z North East Line na Dhoby Ghaut, Serangoon i HarbourFront.